# 道満誠一
道満 誠一（どうまん せいいち、1960年〈昭和35年〉2月 - ）は、日本の海上自衛官。第45代横須賀地方総監。最終階級は海将。岡山県出身。

## 略歴
防衛大学校を第26期卒業し、海上自衛隊に入隊。
職種は潜水艦。
入隊後は主に潜水艦部隊や海上幕僚監部等で勤務したのち、大湊地方総監部幕僚長、海上幕僚監部総務部長、海上幕僚監部監察官、潜水艦隊司令官等の要職を歴任し、2016年（平成28年）12月22日、第45代横須賀地方総監に就任、2018年（平成30年）3月27日に退官した。

## 年譜
- 1982年（昭和57年）3月：防衛大学校第26期卒業（管理学）、海上自衛隊入隊
- 1996年（平成8年）7月：2等海佐
- 1996年（平成8年） 8月：潜水艦あきしお副長
- 1997年（平成9年）12月：潜水艦ゆきしお艦長
- 1999年（平成11年）3月：海上幕僚監部補任課勤務
- 2001年（平成13年）1月：1等海佐
- 2002年（平成14年）8月：海上幕僚監部教育課教育班長兼教材班長
- 2004年（平成16年）8月：第1潜水隊群第1潜水隊司令
- 2005年（平成17年）12月：海上幕僚監部調査（情報）課情報保全室長
- 2008年（平成20年）12月：海上幕僚監部教育課長
- 2010年（平成22年）7月：海将補に昇任、大湊地方総監部幕僚長
- 2012年（平成24年）7月：海上幕僚監部総務部長
- 2014年（平成26年）3月：海上幕僚監部監察官
- 2015年（平成27年）8月：海将に昇任、潜水艦隊司令官
- 2016年（平成28年）12月：第45代横須賀地方総監
- 2018年（平成30年）3月：退官